# An Invitation
An Invitation è un singolo della cantante russa Lena Katina, pubblicato il 12 marzo 2015 come quarto e ultimo estratto dal primo album in studio This Is Who I Am.

## Descrizione
La canzone è stata scritta da Lena Katina, Maria Abraham, Jorg Kohring e dal produttore Sven Martin.  

## Video musicale
Il video musicale di An Invitation è stato girato con la regia di Livia Alcalde e Francesco Sperandeo per la Maqueta Records nel The Church Palace Hotel di Roma, durante il viaggio di Lena in Italia dove ha tenuto il suo primo concerto all'Auditorium Parco della Musica, nel novembre 2014. 
Ambientato in una lussuosissima location sexy, Lena è una misteriosa donna dai tratti angelici che, attraverso la sua bellezza, cerca di convincere un uomo a sfuggire alla vita lussuriosa che lo circonda (raffigurata da modelle che lo avvolgono e lo accompagnano in ogni parte dell'hotel), indirizzandolo verso un mondo più puro.
L'anteprima del video è avvenuta il 12 marzo 2015 in una conferenza stampa tenutasi nel The Church Palace di Roma, in cui Lena Katina è apparsa con il suo staff italiano ed ha spiegato il concetto del video e la sua realizzazione.
Durante le riprese del video, Lena era incinta di tre mesi e mezzo.
Una versione alternativa del video in bianco e nero ha accompagnato il Loaded Fist Remix del brano, pubblicata poco tempo dopo sul canale YouTube della cantante.

## Tracce
Promo CD
1. An Invitation – 3:53
2. An Invitation (Music Video) – 3:57

An Invitation (Remixes)
1. An Invitation (Album Version) – 3:53
2. An Invitation (Loaded Fist Remix) – 4:26
3. An Invitation (Tim Resler Remix) – 4:05
4. An Invitation (DJ Trojan & Alan Belini Remix) – 3:36
5. An Invitation (Ilya Baronov Remix) – 3:33
6. An Invitation (Zetandel Chill Mix) – 4:43
7. An Invitation (The Tipsy Remix) – 4:24
8. An Invitation (Alex Molchanov Remix) – 4:02

## Premi e riconoscimenti
- International Independent Film Awards (USA) - Winner: Diamond Award, Music Video[4]
- Accolade Global Film Competition (USA) - Winner: Award of Excellence, Music Video[5]
- Apex Short Film + Music VIdeo Festival (USA) - Winner: Best Soft-rock Music Video[6]

## Date di pubblicazione
| Paese | Data             | Formato           | Etichetta        |
| ----- | ---------------- | ----------------- | ---------------- |
| Mondo | 18 novembre 2014 | Download digitale | Katina Music Inc |
| Mondo | 28 aprile 2015   | Remixes           | Katina Music Inc |